# Oltacola mendocina
Espèce
Oltacola mendocina est une espèce de solifuges de la famille des Ammotrechidae.

## Distribution
Cette espèce est endémique d'Argentine. Elle se rencontre vers Mendoza.

## Étymologie
Son nom d'espèce lui a été donné en référence au lieu de sa découverte, Mendoza.

## Publication originale
- Mello-Leitão, 1938 : Solifugos de Argentina. Anales del Museo Nacional, Buenos Aires, vol. 40, p. 1-32.